# Nicholas Damant
Nicholas Damant (Bruselas, 1531-íb. 27 de julio de 1616) fue un magistrado flamenco que desempeñó junto a Felipe II de España el cargo de canciller del ducado de Brabante y presidente del Consejo de Flandes.

## Biografía
Fue hijo de Pierre Damant (-1568) y Adrienne Bave (-1559). Era el segundo de los siete vástagos del matrimonio. Fueron sus hermanos:
- Jacqueline (-1552), casada con Viglius van Aytta, baron del Sacro Imperio (1507-1577).
- Marguerite, casada en 1546 con Léonard, baron de Tassis (1521-1612) con descendencia.
- Pierre, obispo de Gante.
- Barbe, casada en primeras nupcias en 1552 con Lazare Tucher (-1560); y en segundas, con Antoine van Oss, señor de Heembeek (-1594).
- Jean, Amman de Amberes.
- François, guardajoyas y bibliotecario del Rey en Flandes, así como, bailío, capitán y castellano de Courtrai. También fue rey de armas de la orden del Toisón de Oro. Casado con Louise de Sicleers, señora de Diestvelt, con descendencia.

El 13 de junio de 1585 fue nombrado por Felipe II canciller del ducado de Brabante.Hacia principios de 1587 el soberano le mandó llamar junto a él para que ejerciera de guardasellos y presidente del recién creado Real y Supremo Consejo de Flandes. En consecuencia, Nicolás emprendería viaje a Madrid el año siguiente. Junto con su séquito de unas treinta personas, entre los que se encontraba el futuro memorialista y cortesano de origen flamenco, Jehan Lhermite. El grupo partió de Amberes en marzo de 1587, llegando a Madrid el 30 de agosto de ese año. Tras su llegada Nicolas fue recibido por Felipe II. Días después el monarca le nombraría, de su propia mano, caballero, junto a su hermano François que le había acompañado a Madrid.
Hacia 1598, con la entrega de la soberanía de los Países Bajos a la infanta Isabel Clara Eugenia y a su marido, el archiduque Alberto, Nicolas volvió a Flandes.

Moriría en 1616 en Bruselas, siendo enterrado en su capilla sepulcral en la iglesia colegiata de Santa Gúdula, bajo el epitafio:
D. O. M.
Chrifto Liberatori Sec.
Et aterna memoria
Nobiliss. Conjugg.
NICOLAI DAMANT,
Equitis Aurati, Vice-Comitis Bruxell.
Ottenies, Bauwel, & Olmen Toparcha.
Quem Flandrica primam Curia.
PreSidem fuum habuit,

Dein Brabantica Cancellarium,
En el campo de las artes es recordado por haber encargado a Rubens un cuadro representado a Cristo entrega a Pedro las llaves del Reino de los cielos para su capilla sepulcral familiar en la entonces colegiata de Santa Gúdula en Bruselas. Este cuadro se encuentra hoy en la Wallace Collection.

## Matrimonio y descendencia
Contrajo matrimonio con Barbe Brant, señora de Bauwel (-6 de agosto de 1591). El matrimonio tuvo tres hijos:
- Anne (-1633)
- Eléonore (c.1580-1616)
- Barbe (-1645)

### Individuales
1. ↑  Jean Francois Broncaert, ed. (1705). Le théâtre de la noblesse du Brabant représentant les érections des terres, seigneuries, et noms des personnes, et des familles titrées, les créations des chevaleries, et octroys des marques d'honneur et de noblesse. : accordez par les princes souverains Ducs de Brabant, jusques au roy Philippe V, a present regnant (en francés). Lieja. p. 256. Consultado el 8 de septiembre de 2023.
2. ↑  «Nicolas Damant». Base Roglo.
3. ↑  Lhermite, 1890, p. 81.
4. ↑  «Christ's Charge to Peter». Wallace Collection (en inglés).